# 東海大学トライトンズ
東海大学トライトンズ（とうかいだいがく－：TOKAI UNIVERSITY TRITONS）は、東海大学体育会に所属するアメリカンフットボールチームである。1965年に発足、1966年に創部。チーム愛称はトライトンズ。1969年に加盟した関東学生アメリカンフットボール連盟に所属。関東大学選手権準優勝4回。
2016年、2部リーグAブロックで優勝。1部リーグBIG8へ昇格した。